# NGC 6386
NGC 6386 (другие обозначения — MCG 9-29-4, ZWG 277.45, ZWG 278.2, NPM1G +52.0282, PGC 60367) — галактика в созвездии Дракон.
Этот объект входит в число перечисленных в оригинальной редакции «Нового общего каталога».